# Hendrik Geeraert
Hendrik Geeraert (Nieuport, 15 juillet 1863 - Bruges, 17 janvier 1925) est un héros belge. Il est la personnification de la résistance civile contre l'envahisseur allemand. Il est connu, pendant la Première Guerre mondiale, comme étant le marin de Nieuport qui, en octobre 1914, a ouvert les écluses permettant l'inondation de la plaine de l'Yser et ainsi permis l'arrêt de l'avancée allemande.

## Biographie
Hendrik Geeraert, né à Nieuport le 15 juillet 1863, est le fils d'Augustinus Geeraert, batelier et marin-pêcheur, et d'Anna Veranneman, batelière. Il devient batelier et épouse à 24 ans, à Furnes le 2 novembre 1887 Melanie Leonie Jonckheere avec qui il a huit enfants.

### Première guerre mondiale
Au début de la Première Guerre mondiale, à la mi-octobre 1914, Geeraert est mis en contact avec un détachement du génie des sapeurs-mariniers qui surveillaient les écluses de Nieuport. Pour protéger la tête de pont de Lombardsijde, le détachement reçoit l'ordre d'inonder le polder de Nieuwendamme le 21 octobre, ce qu'ils font aidés par Geeraert.

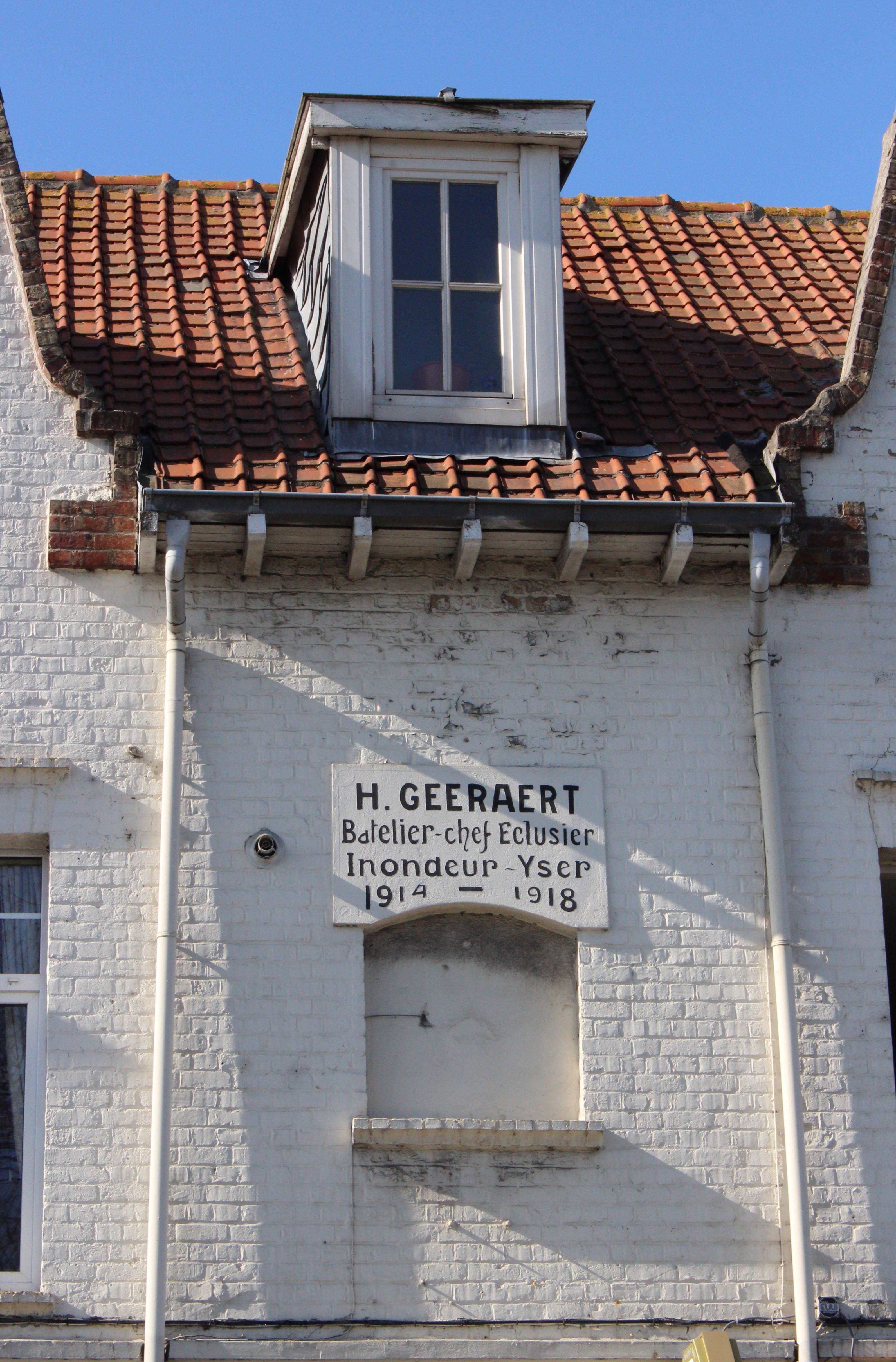
Plaque commémorative à proximité de la Patte d'Oie

Le répit ainsi offert ne dure pas ; le 26 octobre, il est décidé d'inonder également toute la zone entre Nieuport et Dixmude. La première tentative (avec l'aide de Karel Cogge) ne donne pas les résultats escomptés si bien que le 29 octobre Geeraert reçoit l'ordre d'aller avec une petite équipe d'ouvrir l'écluse Noordvaart de la Patte d'Oie de Nieuport pour permettre à l'eau de refluer dans les terres à marée haute. L'opération est renouvelée trois fois. Après le plein succès de l'opération, il reste toute la guerre affecté à la compagnie qui s'occupait des écluses.

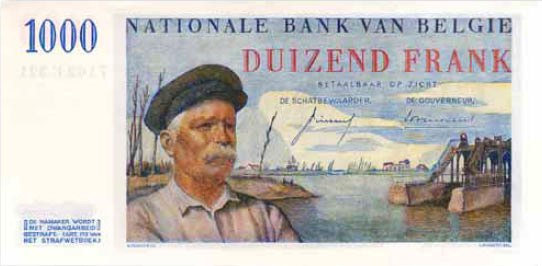
Hendrik Geeraert sur le billet de 1000 Francs

Rapidement après la guerre, il tombe malade. Sur son lit de mort le 25 décembre 1924, il est nommé chevalier de l'ordre de Léopold et « figure légendaire de l'armée de campagne 1914-1918 ». 
Le 17 janvier 1925, il meurt à l'Hospice Sint-Julius de Bruges tenu par les frères de la charité. Il est enterré avec les honneurs militaires au cimetière de Nieuport.
Il personnifie, de même que Karel Cogge, la résistance civile belge contre l'envahisseur allemand en ce sens qu'à son âge, il n'était ni mobilisé ni mobilisable et qu'au lieu d'évacuer le champ de bataille qu'était devenu sa ville, il a librement apporté à l'armée de son pays tout son concours intellectuel, en lui livrant toute sa science sur les écluses de Nieuport, et toute sa bravoure, en prenant des risques physiques immenses lors de la mise en application de ses recommandations.

## Hommages et distinctions
Dans les années 1950, son buste fut imprimé sur le verso des billets de mille francs belges. Son nom a été donné à la place Hendrik Geeraert à Nieuport où a été placé le buste d'Hendrik Geeraert.
Il a reçu les distinctions suivantes :
- Chevalier de l'ordre de Léopold ;
- Médaille de l'Yser ;
- Croix de guerre 1914–1918 (France).

## Sources
- (nl) Cet article est partiellement ou en totalité issu de l’article de Wikipédia en néerlandais intitulé « Hendrik Geeraert » (voir la liste des auteurs).